# 2024년 4월 죽음
다음은 2024년 4월에 사망한 저명한 인물 목록이다.
- 4월 1일
  - 이란의 군인 모하마드 레자 자헤디
  - 미국의 영화배우 조 플래허티
- 4월 2일
  - 대한민국의 시인 오근영
  - 미국의 소설가 존 시몬스 바스
  - 프랑스의 소설가 마리즈 콩데

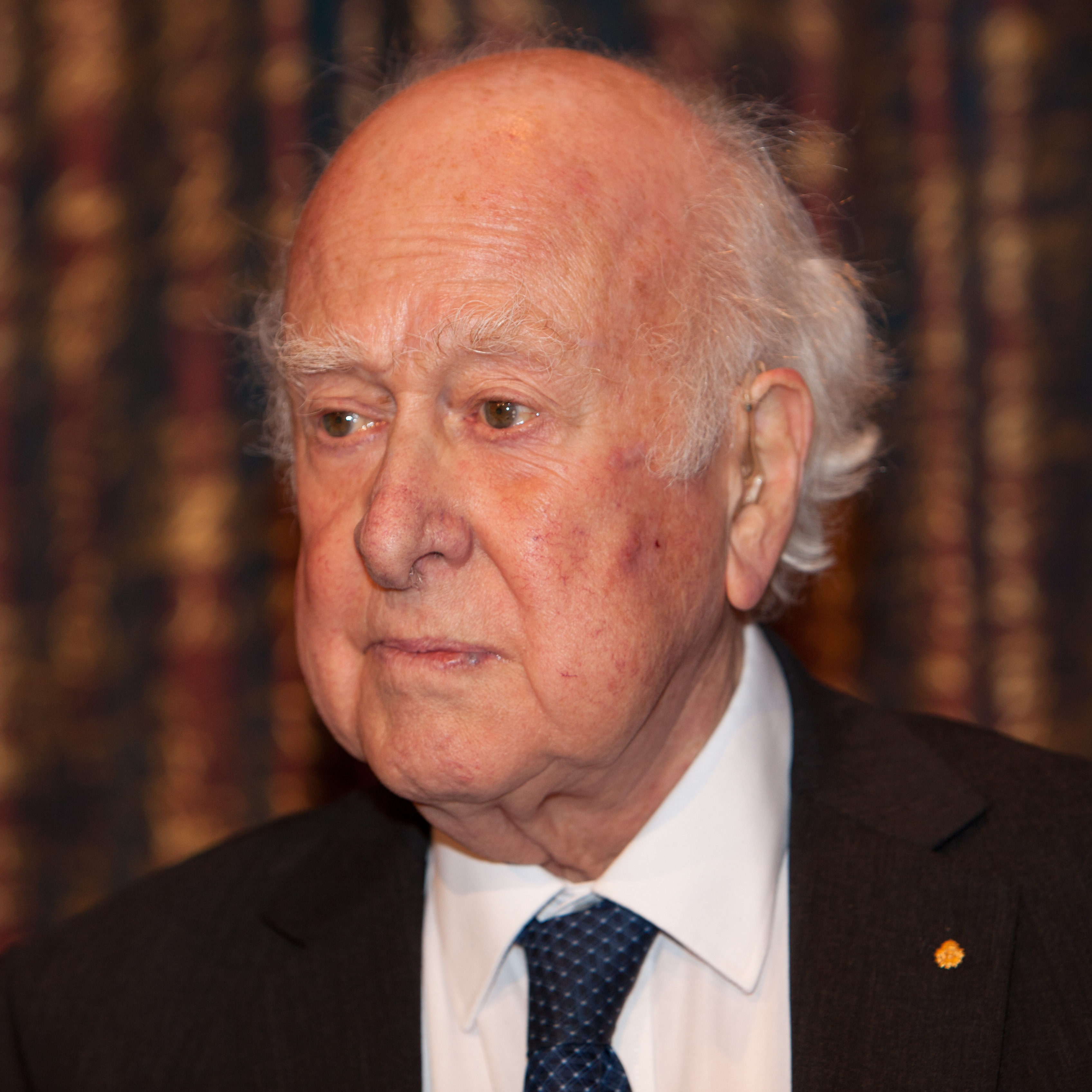
피터 힉스

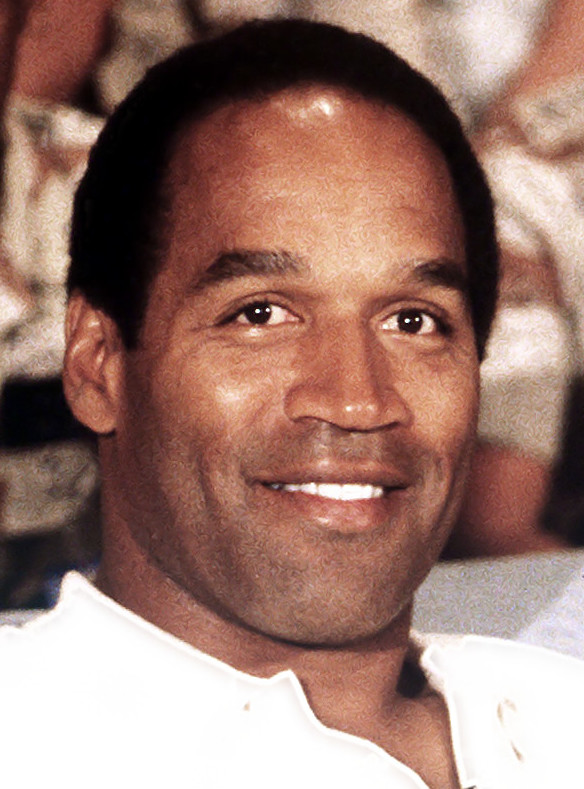
O.J. 심슨

  - 베네수엘라의 슈퍼센티네리언 후안 빈센테 페레스
- 4월 3일
  - 헝가리의 축구인 뮐레르 샨도르
  - 대한민국의 배우 송민형
  - 영국의 영화배우 에이드리언 실러
- 4월 4일 - 잉글랜드의 작가 린 레이드 뱅크스
- 4월 5일
  - 대한민국의 식물학자 이병천
  - 미국의 가수 C. J. 스네어
- 4월 6일 - 대한민국의 군인 유종철
- 4월 7일
  - 대한민국의 정치인 김형태
  - 대한민국의 교수 변인자
  - 아일랜드의 축구인 조 키니어
- 4월 8일
  - 미국의 군인 랄프 퍼켓
  - 영국의 물리학자 피터 힉스
- 4월 9일
  - 소련의 우주인 블라디미르 악쇼노프
  - 미국의 영화배우 패티 애스터
- 4월 10일
  - 미국의 만화가 트리나 로빈스
  - 미국의 미식축구선수 O. J. 심슨
- 4월 11일
  - 대한민국의 가수 박보람
  - 일본의 성우 무라마츠 야스오
  - 일본의 스모선수 아케보노 다로
  - 일본의 축구선수 우에키 시게하루
  - 독일의 물리학자 페터 풀데
- 4월 12일
  - 이탈리아의 패션디자이너 로베르토 카발리
  - 미국의 원반던지기선수 올가 피코토바
  - 대한민국의 법조인 정성진
- 4월 14일 - 대한민국의 연출가 전세권
- 4월 15일
  - 대한민국의 정치인 반형식
  - 대한민국의 정치인 이달호
  - 대한민국의 정치인 조남호
  - 독일의 축구인 베른트 횔첸바인
- 4월 16일
  - 대한민국의 교수 서상룡
  - 미국의 야구선수 칼 어스킨
  - 브라질의 수학자 니우통 다 코스타
- 4월 17일
  - 대한민국의 기업인 박세준
  - 대한민국의 정치인 윤여훈
- 4월 18일
  - 미국의 가수 맨디사
  - 일본의 성우 야마모토 케이코
  - 대한민국의 정치인 오세봉
  - 대한민국의 언론인 홍세화
- 4월 19일
  - 미국의 철학자 대니얼 데닛
  - 시리아의 우주비행사 무함마드 파리스
- 4월 20일
  - 대한민국의 생물학자 박상대
  - 이탈리아의 영화배우 안토니오 캔타포라
  - 영국의 지휘자 앤드루 데이비스
  - 리투아니아의 제13대 총리 게디미나스 키르킬라스
- 4월 21일
  - 미국의 싱어송라이터 챈 로메로
  - 대한민국의 법조인 신귀섭
  - 미국의 언론인 테리 앤더슨
- 4월 22일
  - 대한민국의 정치인 김태룡
  - 독일의 영화감독 미하엘 페어회벤
- 4월 23일
  - 일본의 스키점프선수 가사야 유키오
  - 대한민국의 고위정치인 노재봉
  - 미국의 전기기술자 로버트 H. 데나드
  - 미국의 영화배우 테리 카터
  - 베네수엘라의 권투선수 프란시스코 로드리게스
  - 대한민국의 법조인 한대현
- 4월 24일 - 대한민국의 금융인 연영규
- 4월 25일
  - 대한민국의 정치인 김영미
  - 대한민국의 군인 박승춘
  - 프랑스의 영화감독 로랑 캉테
- 4월 26일 - 대한민국의 영화감독 선우완
- 4월 27일
  - 대한민국의 가수 장우
  - 대한민국의 공무원 정종환
  - 영국의 영화배우 브라이언 맥카디
- 4월 29일
  - 영국의 정치인 앤드루 스터넬
  - 프랑스의 근대5종선수 장 피에르 주디첼리
  - 우크라이나의 축구인 미하일로 포멘코
- 4월 30일
  - 미국의 기타리스트 듀언 에디
  - 미국의 소설가 폴 오스터